# 田野口駅
田野口駅（たのくちえき）は、静岡県榛原郡川根本町田野口にある、大井川鐵道大井川本線の駅である。

## 歴史
- 1931年（昭和6年）4月12日：開業。
- 1970年（昭和45年）2月：無人化。
- 2022年（令和4年）9月24日：台風15号による土砂災害のため休止[1]。

## 駅構造
単式ホーム1面1線の地上駅。駅舎側の1線は撤去されている。木造駅舎を有する。
駅舎は、1931年（昭和6年）の開業以来の木造駅舎である。1970年（昭和45年）に無人化され、乗車券販売窓口が板で塞がれるなどされていたが、昭和時代の雰囲気を残す駅舎を活かし、日本民営鉄道協会との共同事業「駅舎等を対象とするロケーション・サービス推進事業」のモデル駅として、映画やドラマのロケーション撮影誘致のため、2005年（平成17年）に乗車券販売窓口の復元や、木製ベンチの設置、駅舎・ホーム屋根の補修などが行われ、開業当時の姿に復元整備された。

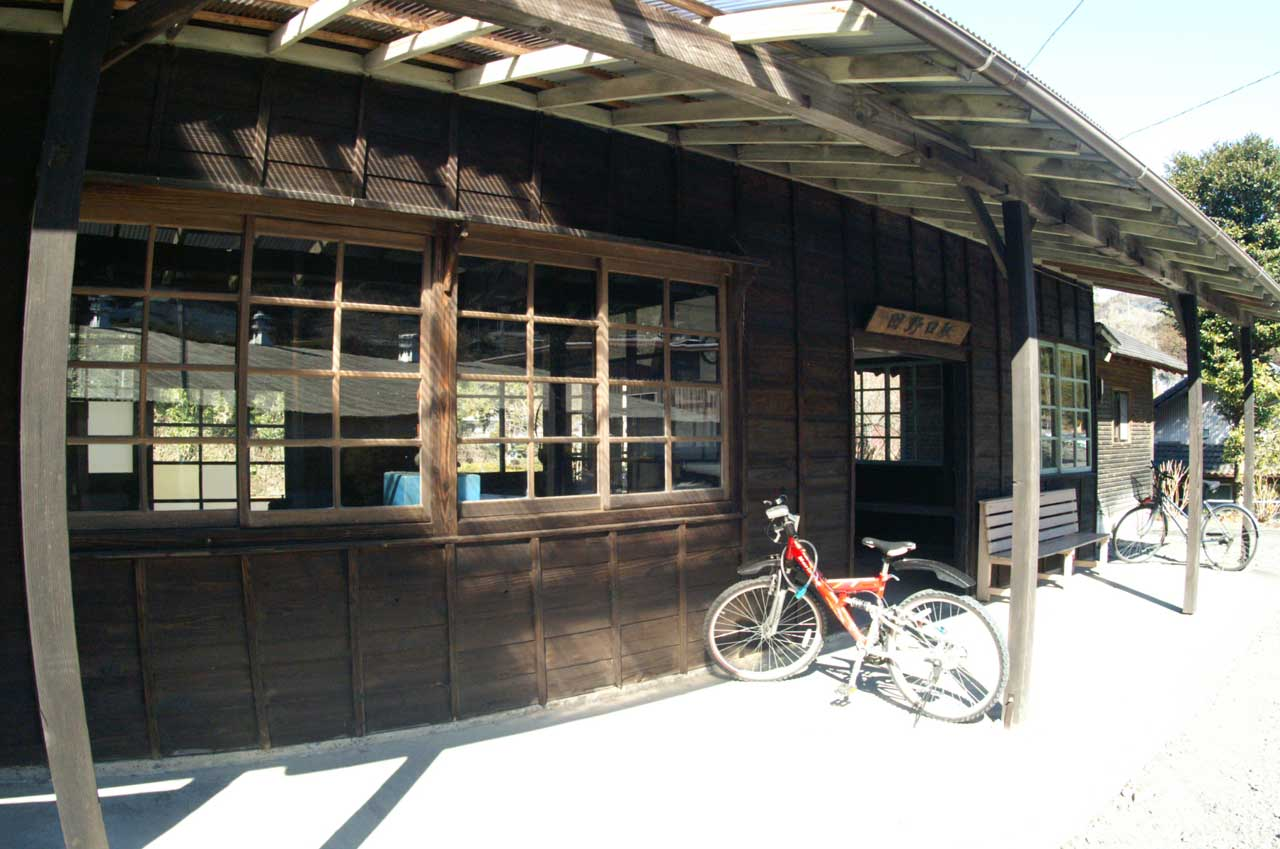
駅入口
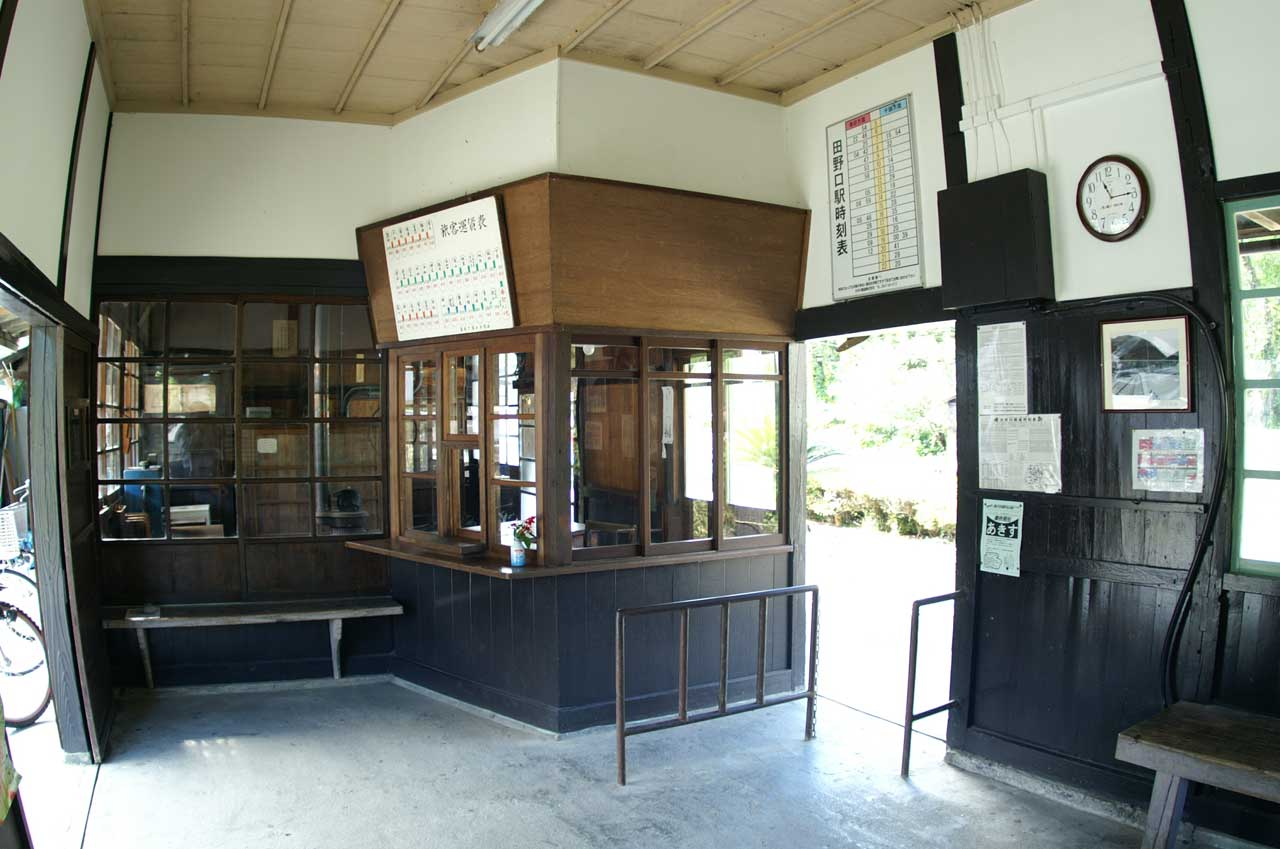
駅舎内部
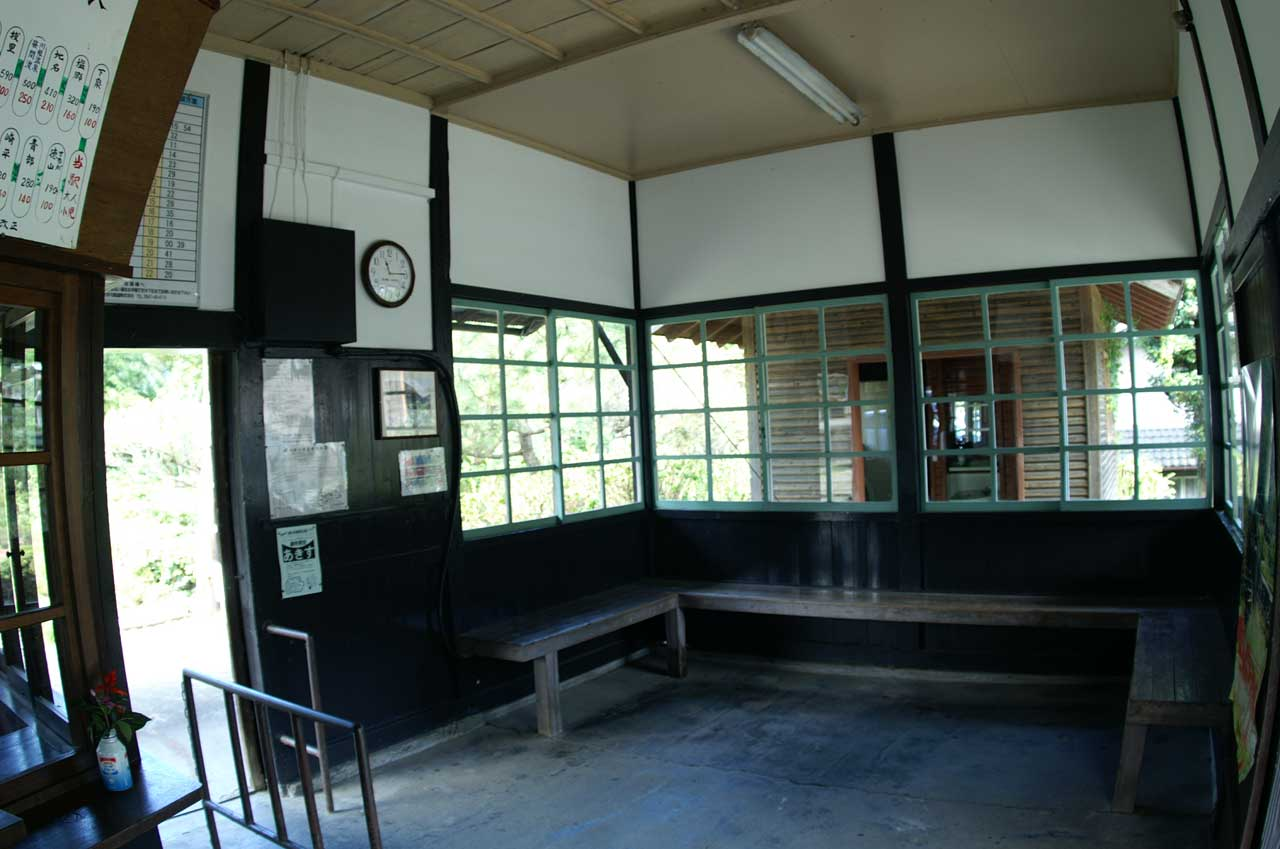
駅舎内部
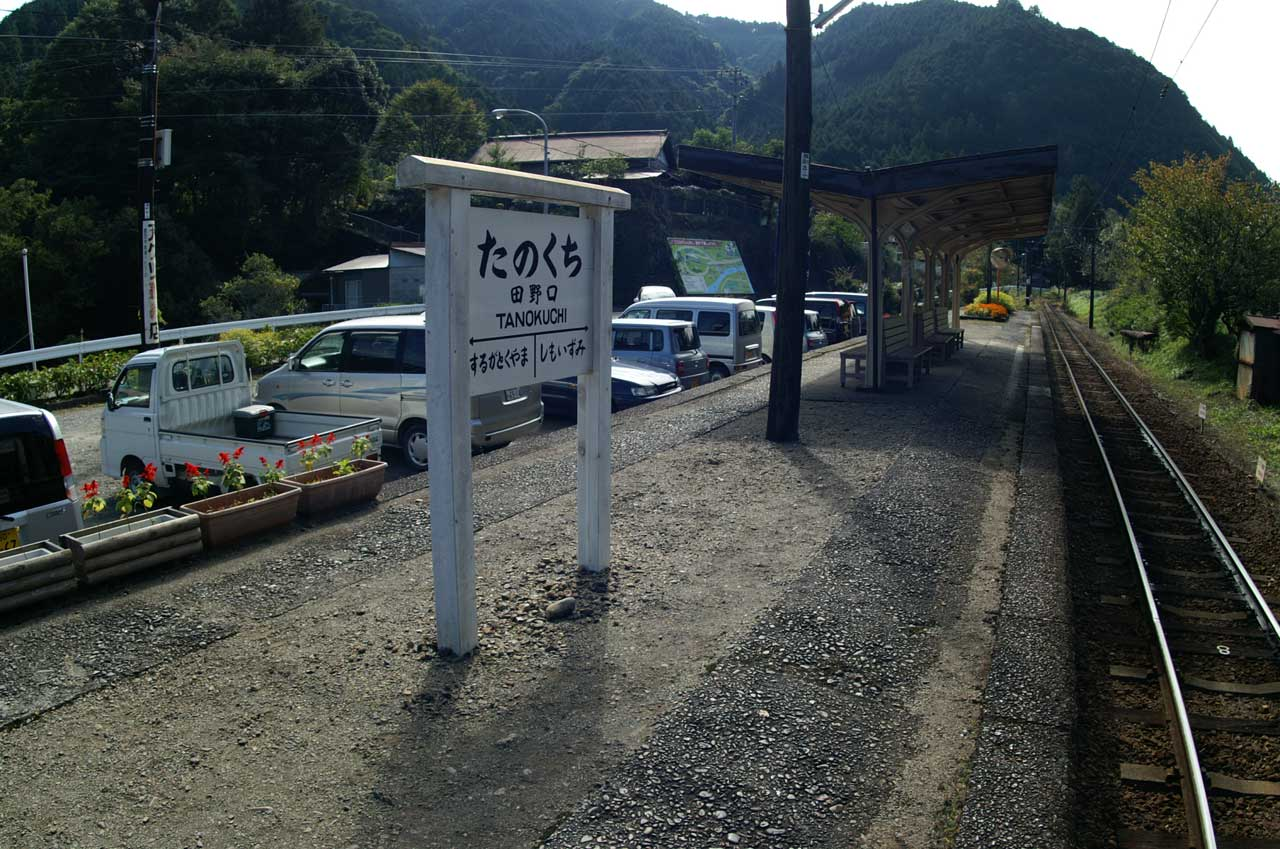
ホーム（駅名標付き）
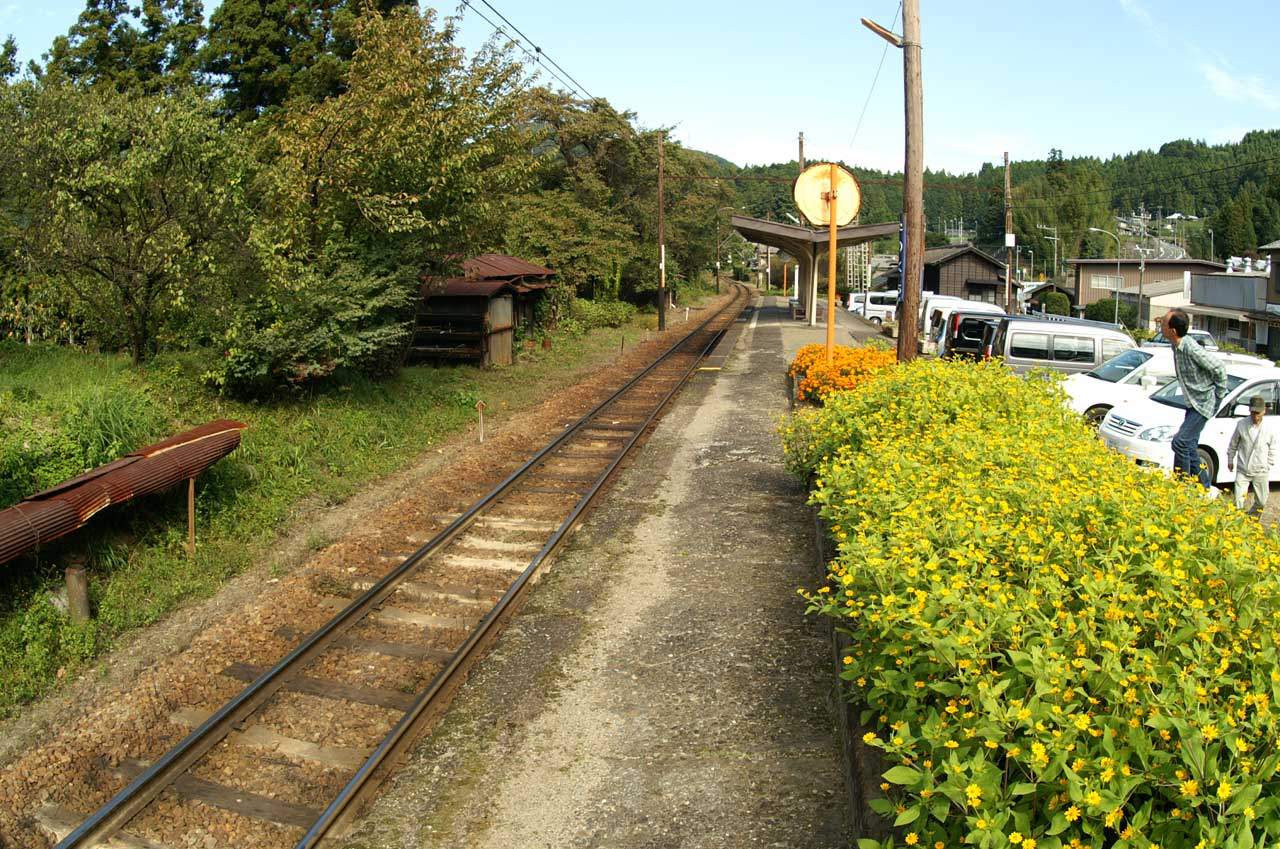
ホーム
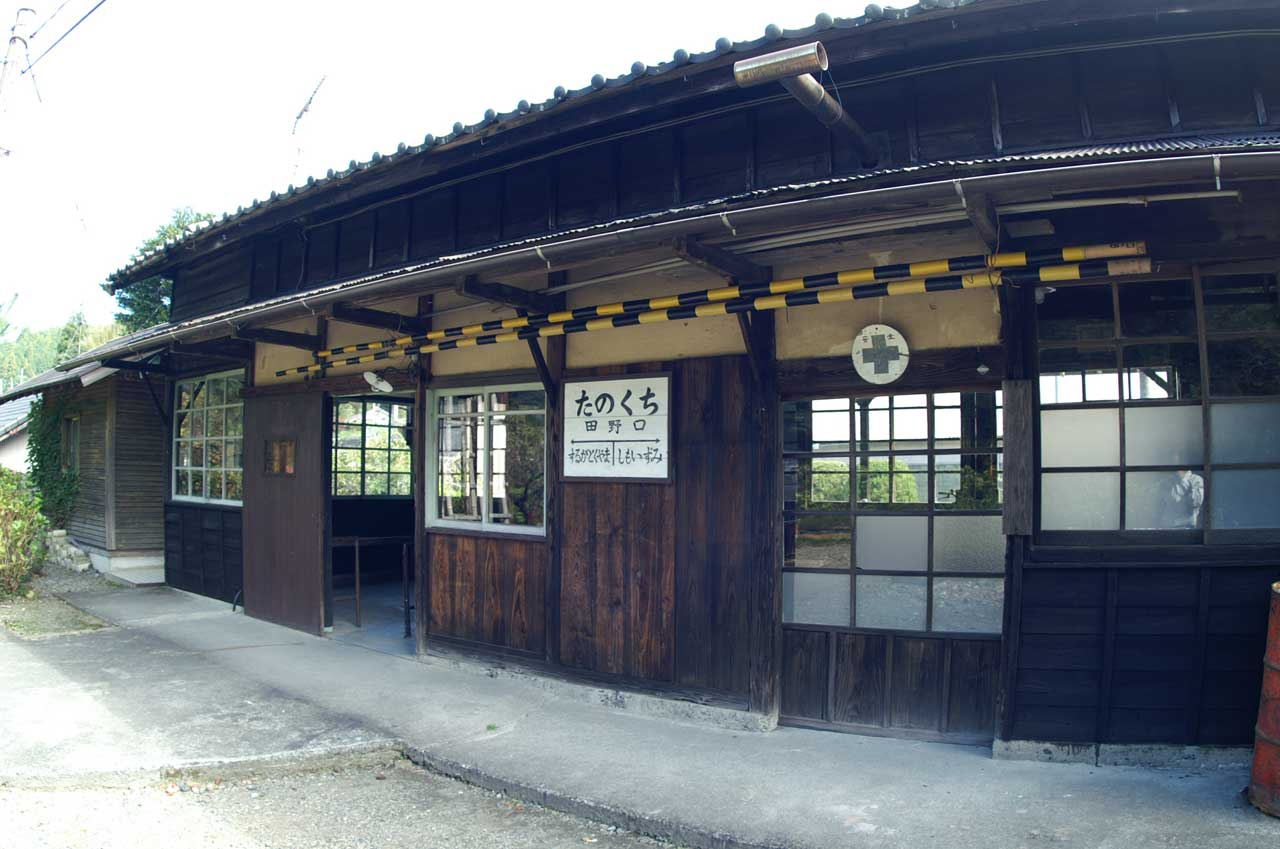
駅舎（ホーム側から）

## 利用状況
- 2007年度の1日平均乗車人員は17人（静岡県統計年鑑による）

## 駅周辺
- 静岡県道77号川根寸又峡線（駅前）
- 大井川
- 川根本町役場（大井川対岸）

### バス路線
川根本町営バス
- せせらぎ号

## 隣の駅
大井川鐵道
■大井川本線
下泉駅 - 田野口駅 - 駿河徳山駅